# Relics
Relics är ett samlingsalbum av Pink Floyd. Albumet släpptes 14 maj 1971 i Storbritannien och 15 juli samma år i USA.
Albumet innehåller låtar från singlar, tidigare outgivna studioinspelningar samt låtar från albumen The Piper at the Gates of Dawn (1967), A Saucerful of Secrets (1968) och Music from the Film More (1969). Albumet innehåller både låtar från den tid då Syd Barrett var med i Pink Floyd och låtar inspelade efter Barrett-perioden med David Gilmour på gitarr och sång.

## Låtlista
Sida 1
1. "Arnold Layne" (Barrett) - 2:56 (singel A-sida)
2. "Interstellar Overdrive" (Barrett/Mason/Waters/Wright) - 9:43 (hämtad från The Piper at the Gates of Dawn)
3. "See Emily Play" (Barrett) - 2:53 (singel A-sida)
4. "Remember a Day" (Wright) - 4:29 (från A Saucerful of Secrets)
5. "Paint Box" (Wright) - 3:33 (singel B-sida)

Sida 2
1. "Julia Dream" (Waters) - 2:37 (singel B-sida)
2. "Careful with That Axe, Eugene" (Gilmour/Mason/Waters/Wright) - 5:45 (singel B-sida)
3. "Cirrus Minor" (Waters) - 5:18 (från Music from the Film More)
4. "The Nile Song" (Waters) - 3:25 (från Music from the Film More)
5. "Biding my Time" (Waters) - 5:18 (tidigare outgiven studioinspelning)
6. "Bike" (Barrett) - 3:21 (från The Piper at the Gates of Dawn)

## Medverkande
- Syd Barrett - sång och gitarr
- David Gilmour - sång och gitarr
- Roger Waters - elbas och sång
- Richard Wright - orgel, piano, keyboards och sång
- Nick Mason - trummor och slagverk